# Лисвил (Охајо)
Лисвил (енгл. Leesville) град је у америчкој савезној држави Охајо.

## Демографија
По попису из 2010. године број становника је 158, што је 26 (-14,1%) становника мање него 2000. године.
| Група             | 2000.       | 2010.       |
| Белци             | 182 (98,9%) | 154 (97,5%) |
| Афроамериканци    | 1 (0,5%)    | 0 (0,0%)    |
| Азијати           | 0 (0,0%)    | 0 (0,0%)    |
| Хиспаноамериканци | 1 (0,5%)    | 0 (0,0%)    |
| Укупно            | 184         | 158         |